# Seat Inca
SEAT Inca (type 9KS) var en bilmodel fra SEAT, som var opkaldt efter den spanske by Inca og mellem november 1995 og juni 2003 blev fremstillet som efterfølger for SEAT Terra. Modellen var baseret på den i 1993 introducerede Córdoba, men med 16 centimeter forlænget akselafstand.
Modellen var udstyret med to sidehængslede, asymmetriske bagdøre. Lasteevnen var 550 kg, og den maksimalt tilladte anhængervægt 1000 kg.

## Søstermodeller
SEAT Inca blev "ommærket" af SEAT's moderselskab Volkswagen Group og herefter solgt under navnet Volkswagen Caddy. Den tilsvarende Volkswagen-model var, med undtagelse af logoerne og frontgrillen, nøjagtigt identisk med Inca.

## Sikkerhed
Det svenske forsikringsselskab Folksam vurderer flere forskellige bilmodeller ud fra oplysninger fra virkelige ulykker, hvorved risikoen for død eller invaliditet i tilfælde af en ulykke måles. I rapporterne Hur säker är bilen? er/var den næsten identiske Volkswagen Caddy klassificeret som følger:
- 2013: Mindst 20 % dårligere end middelbilen[3]
- 2015: Som middelbilen[4]

## Motorer
Inca fandtes med en 1,4-litersmotor med 44 kW (60 hk) og en 1,6-litersmotor med 55 kW (75 hk), en 1,9-liters dieselmotor med hvirvelkammerindsprøjtning og 47 kW (64 hk) samt en 1,9 SDI-motor med direkte indsprøjtning og 47 kW (64 hk). Til modelåret 1998 fik 1,6-litersmotoren multipoint-indsprøjtning, og til modelåret 2001 blev den afløst af en 1,4 16V-motor med samme effekt. Alle disse motorer var i forvejen kendt fra Volkswagen Golf og Polo.

### Tekniske data
|                                                | 1.4                 | 1.4                 | 1.4                 | 1.6                 | 1.6                 | 1.9 D              | 1.9 SDI            | 1.9 SDI            |
| Byggeår                                        | 1995−2000           | 2000−2003           | 2000−2003           | 1995−1997           | 1997−2000           | 1995−2000          | 1995−2000          | 2000−2003          |
| Motordata                                      |                     |                     |                     |                     |                     |                    |                    |                    |
| Motorkendebogstaver                            | AEX, APQ, AKV       | AUD                 | AUA                 | 1F                  | AEE, ALM            | 1Y                 | AEY                | AYQ                |
| Motortype                                      | R4-benzinmotor      | R4-benzinmotor      | R4-benzinmotor      | R4-benzinmotor      | R4-benzinmotor      | R4-dieselmotor     | R4-dieselmotor     | R4-dieselmotor     |
| Antal ventiler pr. cylinder                    | 2                   | 2                   | 4                   | 2                   | 2                   | 2                  | 2                  | 2                  |
| Ventilstyring                                  | OHC, tandrem        | OHC, tandrem        | DOHC, tandrem       | OHC, tandrem        | OHC, tandrem        | OHC, tandrem       | OHC, tandrem       | OHC, tandrem       |
| Fødesystem                                     | Multipoint          | Multipoint          | Multipoint          | Monopoint           | Multipoint          | Hvirvelkammer      | Direkte            | Direkte            |
| Trykladning                                    | –                   | –                   | –                   | –                   | –                   | –                  | –                  | –                  |
| Køling                                         | Vandkøling          | Vandkøling          | Vandkøling          | Vandkøling          | Vandkøling          | Vandkøling         | Vandkøling         | Vandkøling         |
| Boring × slaglængde                            | 76,5 × 75,6 mm      | 76,5 × 75,6 mm      | 76,5 × 75,6 mm      | 81,0 × 77,4 mm      | 76,5 × 86,9 mm      | 79,5 × 95,5 mm     | 79,5 × 95,5 mm     | 79,5 × 95,5 mm     |
| Slagvolume                                     | 1390 cm³            | 1390 cm³            | 1390 cm³            | 1595 cm³            | 1598 cm³            | 1896 cm³           | 1896 cm³           | 1896 cm³           |
| Kompressionsforhold                            | 9,5:1               | 10,7:1              | 10,5:1              | 9,0:1               | 9,8:1               | 22,5:1             | 19,5:1             | 19,5:1             |
| Maks. effekt ved omdr./min.                    | 44 kW (60 hk) 4700  | 44 kW (60 hk) 4700  | 55 kW (75 hk) 5000  | 55 kW (75 hk) 5500  | 55 kW (75 hk) 4800  | 47 kW (64 hk) 4400 | 47 kW (64 hk) 4400 | 47 kW (64 hk) 4200 |
| Maks. drejningsmoment ved omdr./min.           | 116 Nm 2800−3200    | 116 Nm 3000         | 126 Nm 3800         | 125 Nm 2600         | 135 Nm 2800−3600    | 124 Nm 2000−3000   | 125 Nm 2200−2800   | 128 Nm 2200−2800   |
| Kraftoverførsel                                |                     |                     |                     |                     |                     |                    |                    |                    |
| Drivende hjul                                  | Forhjul             | Forhjul             | Forhjul             | Forhjul             | Forhjul             | Forhjul            | Forhjul            | Forhjul            |
| Gearkasse                                      | 5-trins manuel      | 5-trins manuel      | 5-trins manuel      | 5-trins manuel      | 5-trins manuel      | 5-trins manuel     | 5-trins manuel     | 5-trins manuel     |
| Præstationer                                   |                     |                     |                     |                     |                     |                    |                    |                    |
| Topfart                                        | 142 km/t            | 142 km/t            | 155 km/t            | 153 km/t            | 155 km/t            | 144 km/t           | 144 km/t           | 144 km/t           |
| Acceleration 0-100 km/t                        | 18,8 sek.           | 19,0 sek.           | 14,6 sek.           | 16,6 sek.           | 15,1 sek.           | 20,6 sek.          | 20,9 sek.          | 20,3 sek.          |
| Brændstofforbrug pr. 100 km ved blandet kørsel | 8,0 liter Blyfri 95 | 8,0 liter Blyfri 95 | 7,9 liter Blyfri 95 | 9,0 liter Blyfri 95 | 8,3 liter Blyfri 95 | 6,7 liter Diesel   | 5,9 liter Diesel   | 5,9 liter Diesel   |
| CO2-udslip ved blandet kørsel                  | 189 g/km            | 192 g/km            | 190 g/km            | 212 g/km            | 199 g/km            | 177 g/km           | 159 g/km           | 159 g/km           |

## Indstilling af produktionen
I starten af 2000'erne besluttede Volkswagen Group at ændre SEAT's marketingfokus til at tiltale yngre købere med fokus på sportsligere modeller. På trods af denne overgang fortsatte produktionen af Inca og Volkswagen Caddy frem til juni 2003.
Selv om Volkswagen Caddy kom i en ny udgave på basis af Volkswagen Golf V, fik Inca ingen efterfølger. Den daværende administrerende direktør, Bernd Pischetsrieder, begrundede dette med at en sådan model ikke ville passe til mærkets nye image.